# Clinical Breast Cancer
Clinical Breast Cancer is een internationaal, aan collegiale toetsing onderworpen wetenschappelijk tijdschrift op het gebied van de oncologie. De naam wordt in literatuurverwijzingen meestal afgekort tot Clin. Breast Canc. Het wordt sinds 2011 uitgegeven door Elsevier; daarvoor door CIG Media Group. Het verschijnt tweemaandelijks; het eerste nummer verscheen in 2000.